# Косовска банка (БАНККОС)
Косовска банка (алб. Banka e Kosovës) или позната и као БАНККОС јесте банка која се налазила у Приштини до јуна 1999. године. Банка је у стечају, а тренутно седиште банке је у Београду.

## Историја
Косовска банка је 1989. године поднела захтев за стечај и била је тада у дугувању 731 милиона америчких долара. Стечајни поступак није завршен, а ситуацију је додатно усложио рат који је избио 1999. године.
Решењем Трговинског суда у Београду 2009. године одобрено је привремено измештање седишта Косовске банке из Приштине у Београд. Седиште банке у Приштини се налазило у улици Маршала Тита број 4.
Поред пословница у Приштини и Београду, Косовска банка поседује и пословнице у Урошевцу, Гњилану, Ђаковици, Пећи и Призрену. Осим пословнице у Београду, банка нема приступ над својом имовином на Косову и Метохији.

## Зграда банке у Приштини
Пројектована од стране Светомира Поповића и Шефћета Мулафазљиуа 1970. године, зграда Косовске банке организована је у двокрилну структуру. Изграђена на раскрсници која повезује три главне улице града, његов лептирски план омогућава пешацима да имају јасан поглед без обзира на то где се налазе. Овакав приступ је поздравила архитектонска заједница, која је ово решење сматрала иновативним за своје време. Изграђена од зеленог мермера локалног порекла, фасада је била најкарактеристичнија карактеристика зграде. Грађевинско предузеће „Рамиз Садику” је било задужено за изградњу, а архитектке Поповић и Мулафазљиу су радили у овом предузећу. Зграда је служила као банка до 1999. године, а након рата на Косову и Метохији је дошла под контролом УНМИК-а и самопроглашених косовских органа. Зграда је 2016. године реновирана, а главни архитекта Адриатик Битићи је интервенисао на њеној фасади и ентеријеру, сместивши у овој згради трговинске радње.